# Mariusz Janicki
Mariusz Adam Janicki (ur. 1963) – polski dziennikarz i publicysta, zastępca redaktora naczelnego tygodnika „Polityka”.

## Życiorys
Ukończył studia polonistyczne na Uniwersytecie Warszawskim. Pracował jako nauczyciel w szkole średniej, w 1990 dołączył redakcji „Polityki”. Od tego czasu pozostaje nieprzerwanie związany z tym tygodnikiem jako autor artykułów, został następnie kierownikiem działu politycznego i komentatorów. w 2013 wszedł do zarządu Polityki Sp. z o.o., a także objął funkcję zastępcy redaktora naczelnego tygodnika.
Wraz z Wiesławem Władyką był nominowany do nagrody Grand Press w kategorii „publicystyka” za wspólnie tworzone teksty: Obieg zamknięty (2008) i Politycy w zakrystii (2009).

## Publikacje
- Baba na świeczniku (wywiad rzeka z Ewą Łętowską przeprowadzony przez Mariusza Janickiego i Stanisława Podemskiego, BGW, Warszawa 1992
- Wielka koalicja: kulisy (wywiad rzeka z Romanem Malinowskim przeprowadzony przez Mariusza Janickiego i Stanisława Podemskiego, BGW, Warszawa 1992
- Cień wielkiego brata: ideologia i praktyka IV RP (współautor z Wiesławem Władyką), Polityka Spółdzielnia Pracy, Warszawa 2007